# Yannis Vasilis Yaylali
Yannis Vasilis Yaylalı, nacido como İbrahim Yaylalı, es un exnacionalista turcoque se convirtió en pacifista y activista turco-griego, promoviendo y defendiendo la herencia griega en Turquía. Nacionalista turco declarado, se unió al ejército turco en 1994 para combatir la insurgencia del PKK.Capturado, su familia solicitó ayuda gubernamental para su liberación, la cual fue denegada debido a la herencia griega de Yaylalı. Al descubrir finalmente el verdadero origen griego póntico de su familia, su reciente conversión al islam y su inclinación nacionalista,en 2013 cambió su nombre por el griego Yannis Vasilis Yaylalı.
Yaylalı fue arrestado el 22 de abril de 2017por conmemorar en línea el aniversario de los genocidios griego y armenio de principios del siglo XX.Se le imputaron tres cargos: insultar al presidente, incitar a la desobediencia de las leyes y difundir propaganda para una organización terrorista. Ha sido un activista entre los griegos que permanecen ocultos, alentando a los turcos a investigar la historia de sus familias y recuperar su herencia griega.Fue liberado en 2018 y emigró a Grecia en 2019.
En 2021, Yaylalı expresó su opinión sobre la ofensiva militar lanzada por Turquía en la región del Kurdistán iraquí. Señaló que, más que una lucha contra el PKK, se trataba de una ofensiva dirigida contra todo el pueblo kurdo.Al comparar la situación actual con la de los años 90, recordó cómo en aquella época se había infligido un gran daño a las aldeas kurdas: muchas fueron quemadas, y sus habitantes secuestrados o torturados. Sin embargo, advirtió que la situación actual era aún más grave, ya que, según él, el objetivo no es solo el norte, sino modificar la composición demográfica de toda la región del Kurdistán.
En 2023, Yaylalı presentó su caso ante los tribunales de Turquía para cambiar oficialmente su apellido turco, Yaylalı, por el griego Parharidis. Él explica que este apellido es común entre los griegos pónticos, un grupo originario de la costa del Mar Negro cuya población ha disminuido debido a procesos de asimilación y masacres ocurridas durante el Imperio Otomano y la República de Turquía.Aunque en Turquía no está permitido legalmente cambiar el apellido por uno extranjero, Yaylalı sostiene que un apellido griego no debería considerarse extranjero, ya que la categoría de «extranjero» no debería aplicarse a ciudadanos que pertenecen a minorías étnicas o religiosas.

## Lectura adicional
- La evolución de Yannis: de nacionalista turco a activista griego encarcelado